# واجب الإنقاذ
وضع مفهوم واجب الإنقاذ والذي يبرز دوره في عدد من المواقف تحت قانون الضرر واصفا الظروف التي يكون فيها طرف ما مسؤولا عن عدم إنقاذ طرف آخر وقع في خطر. ومن النادر في أنظمة القانون العام صياغة هذا الواجب والذي من شأنه فرض عقوبة قانونية على كل من يفشل في تأديته ليس من الضروري أن يتنافى هذا مع الواجب الأخلاقي للإنقاذ؛ وعلى الرغم من إلزام القانون لذلك وفرضه لعقوبات تجيزها الحكومة، إلا أن هناك حججا أخلاقية منفصلة ومتعلقة بمهمة الإنقاذ قد تسود حتى وإن لم يعاقب القانون على الفشل.

## القانون العام
في القانون العام الذي تطبقه معظم الدول المتحدثة بالإنجليزية لا يوجد «واجب عام» لإنقاذ طرف آخر. وبشكل عام لا يمكن اعتبار الفرد مسؤولا عن عدم تقديم المساعدة وقت تعرض الآخر للخطر؛ إلا أن أهمية تأدية واجب الإنقاذ تبرز في حالتين: عندما يكون الشخص مصدر الخطر وتسبب بوقوع شخص آخر فيه، هنا يلتزم الفاعل -وليس بالضرورة أن يكون الإهمال السبب- بالإسراع في إنقاذ من وقع عليه الخطر.
بين من تربطهم «علاقة خاصة» على سبيل المثال: واجب الوالدين في إنقاذ القاصرين من أولادهم، وينطبق هذا الواجب أيضا على القائمين بمقام الوالدين مثل طاقم المدرسة أو مربيات الأطفال. واجب الناقل العام في إنقاذ زبائنه. واجب أرباب العمل في إنقاذ الموظفين عملا بنظرية العقد الضمنية.
يفرض على أصحاب الممتلكات العقارية في عدد من الولايات القضائية الأمريكية إنقاذ المدعوين من كل الأخطار المتوقع وقوعها في حيز الممتلكات؛ يستثنى من ذلك من يتعدى عليها. ويشمل واجب الإنقاذ في ولايات أخرى مثل كالفورنيا كل من يدخل إلى الممتلكات سواءا كان مدعوا أو ضيفا اجتماعيا أو معتد عليها.
يجب على الأزواج إنقاذ بعضهم البعض في جميع الولايات الأمريكية القضائية. أصدرت الولايات الأمريكية العشر كاليفورنيا ، وفلوريدا، وهاواي، وماساتشوستس، ومينيسوتا ، وأوهايو، ورود ايلاند وفيرمونت، وواشنطن، وويسكونسن في مطلع عام 2009 قوانين تناشد الناس بإبلاغ الجهات المختصة و\أو تقديم المساعدة للغرباء تحت ظل ظروف معينة.
وتعرف هذه القوانين أيضا في قانون الإغاثة الأمريكي بـ Good Samaritan laws بالرغم من اختلافها عن كل القوانين ذات المسمى نفسه، والتي تنصب في حماية من يحاول تقديم العون إلى شخص آخر. ونادرا ما تطبق هذه القوانين ويتجاهلها المواطنون والمشرعون بشكل عام.
يتوجب على المنقذ عموما التصرف بحذر أينما وجد واجب الإنقاذ، بحيث يتحمل مسؤولية الأضرار الناجمة عن محاولة إنقاذه المتهورة. وبالرغم من ذلك عملت العديد من الولايات على تضييق المسؤولية أو إزالتها من على كاهل المنقذين تحت مثل هذه الظروف، لا سيما عند عمل المنقذ في قطاع الطوارئ، ولا يتوجب على المنقذ تعريض نفسه للخطر عند إجراء عملية الإنقاذ.

## القانون المدني
كثيرا ما تشدد العديد من أنظمة القانون المدني في دول أوروبا القارية، وأمريكا اللاتينية وجزء كبير من أفريقيا على فرض واجب الإنقاذ. يستثنى من ذلك فقط ضرورة عدم تعريض المنقذ حياته أو حياة غيره للخطر عند إنقاذ الآخر.
وهذا ما يتطلب ممن يقابلون من يحتاج مساعدة طبية اتخاذ كافة الإجراءات المعقولة للحصول على الرعاية الصحية وبذل أقصى جهد في تقديم الإسعافات الأولية. وعادة ما تكثر مثل هذه الحالات عند وقوع حادث مروري حيث يتوجب على السائقين الآخرين والمارة اتخاذ الإجراء المناسب لمساعدة المصابين بغض النظر عن أي أسباب شخصية تمنع من تقديم المساعدة (كضيق الوقت، أوالاستعجال) أو التأكد من طلب المساعدة من الجهات المسؤولة. ومع ذلك فإن التطبيق الفعلي لجميع حالات الإنقاذ الإلزامي تقريبا يتطلب وببساطة تبليغ الجهة المسؤولة (كالشرطة، أو الإطفاء، أو الإسعاف) بمكالمة هاتفية.

## القانون الجنائي
تضع بعض الدول شرطا قانونيا يلزم المواطنين بمساعدة كل من يمر بضائقة ما لم يعرضهم ذلك أو الآخرين للخطر. وغالبا ما يطالب المواطنين بالاتصال برقم الطوارئ المحلي على الأقل ما لم يشكل ذلك خطرا، عندها يجب الاتصال بالجهات المختصة عند إزالة الخطر. وجدت مثل هذه القوانين في عدد من الدول منذ 2012 بما في ذلك: ألبانيا، وأندورا، والأرجنتين، والنمسا، وبلجيكا، والبرازيل، وبلغاريا، وكرواتيا، وجمهورية التشيك، والدنمارك، وفنلندا، وفرنسا، وألمانيا، واليونان، وهنغاريا، وأيسلندا، وإسرائيل، وإيطاليا، وهولندا، والنرويج، وبولندا والبرتغال، وروسيا، وصربيا، وأسبانيا، وسويسرا، وتونس.

### الأرجنتين
تضع الأرجنتين تشريعا ينظر في "التخلي عن الأشخاص" في المادتين 106-108 من قانون العقوبات الأرجنتيني والذي يتضمن الحكم الوارد في المادة 106وينص على أن "يحكم على الشخص الذي يعرض حياة أو صحة الآخر للخطر، إما عن طريق وضع شخص في خطر أو ترك شخص في خطر ولا يقدر على العناية بنفسه لمواجهة مصيره بذاته بالسجن لمدة تتراوح بين 2 و6 سنوات.

### كندا
يوجد في مقاطعة كيبك -حيث يستفاد من القانون المدني- واجب عام للإنقاذ والذي جاء نصه في ميثاق الحقوق:«يحق لكل إنسان يتعرض للخطر الحصول على المساعدة... ويجب على كل شخص أن يهرع لتقديم المساعدة لكل من تتعرض حياته لخطر، سواء كان ذلك شخصيا أو عن طريق إجراء الاتصالات اللازمة للحصول على المساعدة، وذلك بتقديم المساعدات المادية اللازمة والمباشرة، ما لم يشكل ذلك خطرا على نفسه أو على طرف ثالث أو حيثما وجد سبب وجيه أخر».

### فرنسا
تم التحقيق مع المصورين من موقع حادثة الاصطدام القاتل لسيارة أميرة ويلز ديانا بتهمة انتهاك القانون الفرنسي "non-assistance à personne en danger" (التعمد في عدم تقديم المساعدة لشخص في خطر) ما قد تصل عقوبته للحكم بالسجن لمدة 5 سنوات وغرامة تصل ل 100000$. يمتثل أي من يفشل في تقديم المساعدة لمن كان في خطر أمام المحاكم الفرنسية لكونه مسؤولا عن ذلك (المسؤولية المدنية والجنائية).عقوبة هذه الجريمة في المحاكم الجنائية هي السجن والغرامة (وفقا للمادة 223-6 من القانون الجنائي الفرنسي) بينما يفرض القضاة في المحاكم المدنية دفع تعويض مالي للضحايا.

### ألمانيا
في ألمانيا، يعد (الفشل في تقديم المساعدة) جريمة وفقا لما توضحه المادة 323 من قانون القانون الجنائي الألماني، حيث يلزم أي مواطن بتقديم المساعدة في حالة وقوع حادث أو خطر عام إذا لزم الأمر، ومحصن بشكل طبيعي من الملاحقة القضائية إذا قام بتقديم المساعدة بحسن نية متبعا فهم الشخص العادي المعقول للتدابير اللازمة والتي يجب أن الا تكون ضارة. ولا يسآل المساعد إن كان الفعل الواجب تقديمه من أجل مساعدة غير مقبول بالنسبة له أو لا يقدر على فعل (على سبيل المثال عندما يكون غير قادر على التصرف عند رؤية الدم). في ألمانيا، تعد معرفة التدابير الطارئة الأساسية والإسعافات الأولية وشهادة إجراء الإنعاش القلبي الرئوي شرط أساسي لمنح رخصة القيادة.

### روسيا
تحظر المادة 125 من القانون الجنائي الروسي قصد التخلي عن الذين يواجهون مصاعب تهدد حياتهم أو صحتهم عند ضعف حيلتهم لمساعدة أنفسهم. ومع ذلك فإن القانون يلزم فقط من فرض عليه القانون واجبا في الاهتمام بهؤلاء الناس أو من قد تسبب في خطر يهدد حياتهم أو صحتهم. تصل أقصى عقوبة لقضاء سنة كاملة في السجن.

### صربيا
يلزم القانون الصربي المواطن بتقديم المساعدة لمن يحتاجها (بعد التعرض لحادث مروري أليم على سبيل المثال) ما لم يشكل ذلك خطرا على من يقدم العون نفسه. توضح المادتان 126 و127 من القانون الجنائي الصربي في حال تخلي المرء عن شخص عاجز و\أو لم يقدم المساعدة اللازمة فإنه يعرض نفسه لعقوبة السجن لسنة كاملة. وإذا فارق أحدهم الحياة بسبب عدم إقدام المارة على المساعدة مما أدى إلى تفاقم الإصابات فإن العقوبة قد تصل حينها إلى قضاء 8 سنوات في السجن.

## المبررات الأخلاقية
لا توجد متطلبات قانونية لواجب الإنقاذ في جميع الأمم أو الولايات أو الأقاليم، بينما يتضح دور الواجب الأخلاقي عند الإنقاذ حتى عند غياب الواجب القانوني. هناك عدد من المبررات التي تسوغ القيام بهذا الواجب:
يتميز أحد أنواع هذه المبررات بكونه عام ويطبق بغض النظر عن العلاقات التي يحكمها لعب أدوار معينة (كعلاقة الطبيب بمريضه، أو رجل الأطفاء بالمواطن، وما إلى ذلك).
واستنادا إلى هذا المبرر العام يتوجب على كل شخص إنقاذ الآخرين بحكم الإنسانية المشتركة وبغض النظر عن المهارات المميزة للمنقذ أو طبيعة الأذى الذي تتعرض له الضحية. ومن شأن هذا تفسير حالات الإنقاذ وتحويلها إلى واجب مفروض حتى بين الغرباء. وهنا يتضح لم أشار الفيلسوف بيتر سنجر إلى وجوب الإسراع في الإنقاذ إن شهد أحدهم غرق طفل والتدخل في ذلك إن كان الأثر الذي سيلحق به متوسطا. ويعد اهتراء الملابس أو تمزق الحذاء أو ضيق الوقت للوصول إلى اجتماع ما أعذار لاغية لتجنب الإنقاذ. ويضيف سينغر بأن على الفرد أيضا المحاولة في إنقاذ الغرباء من أماكن بعيدة وليس فقط ممن يعيشون بالجوار لأن العولمة جعلت ذلك ممكنا.
وتعطي هذه الحجج العامة أيضا تفسيرا لسبب بحث الهايتيين بعد الزلزال الذي ضرب هايتي في عام 2010 عن أفراد الأسر والأصدقاء والغرباء وانتشالهم من تحت الأنقاض بأيديهم المجردتين ونقل المصابين إلى أماكن توفر الرعاية الطبية. كما تفسر أيضا -بالحديث عن حادثة الزلزال ذاتها- لماذا بدأ الصحفي والمعالج سانجاي غوبتا وغيره من الصحفيين ممن قاموا مقام المعالج بعلاج الجرحى بدلا من التخلي عن دورهم كصحفيين، وتفسر بالمثل محاولة الصحفي آندرسون كوبر لرعاية فتى مصاب بعيدا عن الأماكن القريبة والتي يكثر تواجد المتمردين فيها عقب الزلزال الذي اجتاح البلاد.
وتشمل بعض المبررات لمثل هذا الواجب، على سبيل المثال لا الحصر:
القاعدة الذهبية: عامل الناس كما ترغب أن يعاملوك، هذا ما يفترض أن كل شخص يرغب في أن يمد له العون وقت شدته وبذلك يتوجب عليه بذل أقصى جهد في مساعدة من يمر بوقت عصيب. وبطبيعة الحال، يختلف مفهوم الشدة التي تستدعي الإنقاذ من شخص لآخر، ولكن التعرض لخطر الحصار أو الغرق هي حالات طارئة يرغب حينها جميع البشر في الخروج منها
النفعية: تفترض النفعية صحة هذه الإجراءات التي من شأنها رفع مستوى السعادة وتقليل المعاناة (زيادة الخير).
يدعم التفكير النفعي عموما أعمال الإنقاذ ويسهم في إيجاد السعادة والتقليل من المعاناة. لا تنظر قاعدة النفعية في ما إذا زادت عمليات الإنقاذ الفردية في نشر الخير فقط إنما ما إذا ساهمت أعمال أخرى في ذلك. يأتي بعد ذلك دور المرء في أداء هذا الأنواع من الأعمال. وعموما وجود الغرباء لإنقاذ هؤلاء المنكوبين يحسن الوضع طالما لم تجعل محاولة الإنقاذ الأمور أكثر سوءا، لذا يتوجب على كل شخص الإنقاذ وفقا للقدرات التي يمتلكها طالما فعل ذلك لن يجعل الأمور أكثر سوءا.
الإنسانية: تشير القواعد الإنسانية إلى أن جوهر الأخلاق والسلوك الصحيح ينصبان في قلب العلاقات الإنسانية؛ لذلك فإن الأخلاق الحميدة (الصفات الشخصية المرغوب فيه) كالرحمة والتعاطف والأمانة والإخلاص وتكون محط إعجاب وتطوير. وغالبا ما يتطلب التصرف بدافع الرحمة والتعاطف وانقاذ من هم في حاجة لذلك. في الواقع لن توجد رحمة إن تجاهل أحدهم شخصا يحتاج للمساعدة على الرغم من أن طريقة إنجاز ذلك تختلف بين الأشخاص. في حالات الطوارئ يكون الإنقاذ الفعل الأكثر رحمة بالمقارنة مع السماح لشخص محاصر تحت الأنقاض.
هناك أيضا مبررات أخلاقية للقيام بمهام الإنقاذ بحكم ارتباطها بأداء أدوار محددة أو مهارات معينة مثل تلك التي وصفت أعلاه بعنوان القانون العام بأمريكا. عموما تتجذر هذه المبررات في فكرة أن أفضل عمليات الإنقاذ وأكثرها فاعلية ينجزها ذوو مهارات خاصة.و يتوجب على مثل هؤلاء الأشخاص عندما توجد حاجة للإنقاذ فإن الموقف يستدعي منهم القيام بذلك بشكل أخلاقي أفضل من الأشخاص العاديين الذين قد يجعلون الأمور تزداد سوءا ببساطة (للنفعية فإن إنجاز ذوي المهارات المهنية في مجال معين الإنقاذ قد يزيد من فعل الخير أفضل من الغريب العادي). هذه الحجة الأخلاقية على وجه الخصوص تجعل الأمر منطقيا عند النظر إلى استطاعة رجال الإطفاء على إبقاء أنفسهم والضحايا في مأمن بعيدا عن المبنى المحترق، أو العاملين في مجال الرعاية الصحية كالأطباء والممرضين ومساعدي الأطباء وفنيي الطوارئ الطبية لتقديم المساعدات الطبية اللازمة.
هذه هي بعض المبررات الأخلاقية لأداء واجب الإنقاذ وقد ينطبق على المواطنين العاديين والمهنيين المهرة حتى في غياب الشروط القانونية لتقديم المساعدات.

## قانون السوابق القضائية
في قضية عام 1898 قضت المحكمة العليا في نيو هامبشاير بالإجماع بعد إقدام صبي يبلغ من العمر ثماني سنوات بإهمال وضع يده في آلة المدعى عليه بأن الصبي لا يمتلك أي حق في إنقاذ المدعى عليه له، كما يمكن أن يعد الصبي مسؤولا عن الأضرار التي لحقت بمعدات المدعى عليه بعد التعدي على ممتلكات الغير.